# Blake Woodruff
Blake Michael Woodruff (Flagstaff, 19 giugno 1995) è un attore statunitense.

## Biografia
Fratello di Ayla, Raina (entrambe più grandi di lui) e Trevor (quest'ultimo, più piccolo, attore anche lui), Blake ha deciso di intraprendere la carriera da attore alla giovane età di sei anni.
Nel 2003 (oltre ad aver avuto un ruolo minore in Blind Horizon - Attacco al potere) è stato scelto e ingaggiato per far parte del cast di Una scatenata dozzina; negli anni successivi ha preso parte alla Soap opera Febbre d'amore e ha poi ripreso il suo ruolo nel sequel Il ritorno della scatenata dozzina (2005).
Nel 2007 ha recitato nel film Il respiro del diavolo.
Tra le passioni dell'attore la musica, in particolar modo rock e country; eccellente skater, tra gli sport praticati da Woodruff anche la guida di dirt bike, oltre che boogie boarding, kick-boxing e rollerblade; ballerino di talento, ha partecipato anche ad alcune gare di ginnastica, amando egli, fra l'altro, intrattenere la gente facendo "esibizioni" quali air guitar.

## Riconoscimenti
Woodruff ha conseguito una vittoria e una nomination per gli Young Artist Awards, rispettivamente nel 2004 e nel 2006, per Una scatenata dozzina e poi per il suo seguito, Il ritorno della scatenata dozzina.

## Filmografia
- Una scatenata dozzina (Cheaper by the Dozen), regia di Shawn Levy (2003)
- Blind Horizon - Attacco al potere (Blind Horizon) (2003)
- Mr. Ed (2004)
- Febbre d'amore (The Young and the Restless), episodi vari (2004 - 2005)
- Back to You and Me (2005)
- Il ritorno della scatenata dozzina (Cheaper by the Dozen 2) (2005)
- Il respiro del diavolo (Whisper) (2007)

## Doppiatori italiani
Nelle versioni in italiano delle opere in cui ha recitato, Blake Woodruff è stato doppiato da:
- Alex Polidori in Una scatenata dozzina, Il ritorno della scatenata dozzina